# Elyana
Erneelya Elyana binti Emrizal (Shah Alam, Selangor, 5 de julio de 1987) es una cantante y actriz malaya. Inició su carrera en el mundo del entretenimiento cuando tenía 14 años. A lo largo de su carrera musical, Elyana ha publicado 4 álbumes de estudio, 2 álbumes recopilatorios y ha grabado más de 40 canciones.

## Discografía

### Álbumes de estudio
- Satu (2002)
- Segalanya (2003)
- Bicara Mata Ini (2005)
- Jadi Diriku (2007)

### Álbum recopilatorio
- Terbaik... Elyana (2012)

## Filmografía

### Película
| Año  | Título               | Role                | Notas            |
| ---- | -------------------- | ------------------- | ---------------- |
| 2006 | Gong                 | Ika                 | Primera película |
| 2008 | Dunia Baru The Movie | Sofia Nordin / Opie |                  |
| 2010 | Hooperz              |                     |                  |
| 2018 | Dukun                | Nadia Karim         |                  |